# Noi Bai internationella flygplats
Nội Bài Internationella flygplats (IATA: HAN, ICAO: VVNB) (Vietnamesiska: Sân bay Quốc tế Nội Bài) är en flygplats belägen 30 kilometer nord-väst om centrala Hanoi, huvudstaden i Vietnam. Flygplatsen är landets näst största. Det är den flygplats som huvudsakligen tjänar Hanoi, och den ersätter den gamla Gia Lam-flygplatsen.

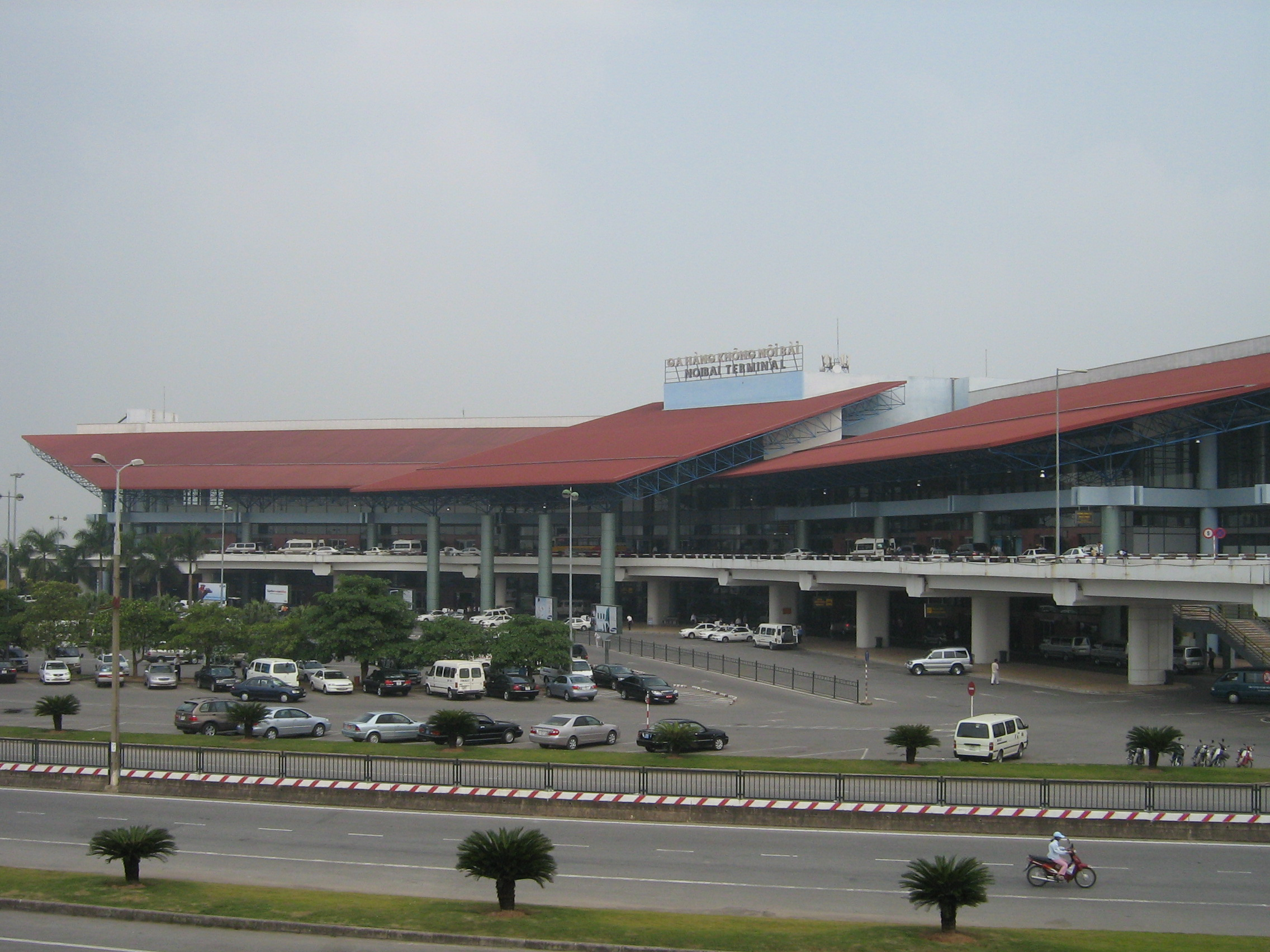
Noi Bai Internationell flygplats

Flygplatsen är huvudbas för landets flaggbolag Vietnam Airlines. Den är även ett stort nav för VietJet Air och Jetstar Pacific (tidigare även Air Mekong och Indochina Airlines, vilka båda har upphört med sin verksamhet).
Flygplatsen ligger i Phu Minh-kommunen i Soc Son-distriktet, ungefär 30 kilometer nordväst om centrala Hanoi. Den är kopplad till staden via den nya Nhật Tân-bron som invigdes i januari 2015. Flygplatsen kan också nås via Bac Thang Long-motorvägen som går över Thăng Long-bron, och via "National Road 3" vilken kopplar samma flygplatsen med de östra förorterna i staden. Flygplatsen ligger också nära några  satellitstäder runt Hanoi, exempelvis Vinh Yen, Bac Ninh och Thai Nguyen.
Flygplatsen har två terminalbyggnader. Terminal 1, vilken öppnades 2001, används idag enbart för inrikesflyg, medan den nya Terminal 2, invigd 2015, används för internationell trafik.